# Prionochilus plateni
Prionochilus plateni là một loài chim trong họ Dicaeidae.